# Pirón
Le Pirón est un cours d’eau espagnol qui coule dans la communauté autonome de Castille-et-León. Il est un affluent gauche du Cega, donc un sous-affluent du fleuve le Douro.

## Géographie
Son cours est d'environ 75 km de longueur. Le Río Pirón conflue au sud de la commune de Cogeces de Íscar et au nord-est de la commune d'Íscar.
Le Río Pirón passe sous l'autoroute A-601 « Autovia de Pinares » de Ségovie à Valladolid à 4 km au nord de la commune de Carbonero el Mayor.

## Affluents
- le Rio de los Popeles (rg[note 2]), 5 km
- le Rio Vieja (rd), 10 km
- l'arroyo de las Corzas (rg) 1 km

### Rang de Strahler
Donc son rang de Strahler est de deux.

## Aménagements et écologie

### Réservoir
Le Río Pirón traverse le réservoir de Pirón 

## Source de la traduction
- (es) Cet article est partiellement ou en totalité issu de l’article de Wikipédia en espagnol intitulé « Río Pirón » (voir la liste des auteurs).